# جاك موات
جون ألكسندر موات John Alexander Mowat (1 أبريل 1908 - 12 مارس 1995) حكم اسكتلندي دولي لكرة القدم عمل ضمن FIFA .

## عمله
أصبح حكمًا في الثلاثينيات من عمره بعد أن تولى مسؤولية المباريات أثناء خدمته مع سلاح الجو الملكي البريطاني ( RAFVR ) خلال الحرب العالمية الثانية ؛  حصل على وسام MBE عن خدمته العسكرية في عيد ميلاد عام 1946 .
بعد أن أصبح مسؤولاً من الدرجة الأولى، تضمنت تعييناته سبع نهائيات لبطولات كأس اسكتلندا  في الاعوام ( 1950، 1951، 1952، 1953، 1957، 1958، 1959 ) وخمسة بطولات في كأس الدوري الاسكتلندي ( 1951، 1952، 1954، 1956 و 1957 ).
كانت مباراته الأخيرة في سن ال 52 هي نهائي كأس أوروبا 1960 الذي أقيم في غلاسكو. تم الإشادة به بسبب طريقة تعامله مع المباراة،  حيث فاز ريال مدريد على أينتراخت فرانكفورت بنتيجة 7-3 (أعلى نتيجة في تاريخ المسابقة، شاهدها أكبر عدد من الجماهير وقتها).
كما تولى مسؤولية مباراة واحدة في كأس العالم 1958 (فوز 2-1 للسويد المضيف على المجر في مرحلة المجموعات بالبطولة)، والعديد من المباريات في بطولة البيت البريطاني. شغل جاك موات لاحقًا منصب رئيس لجنة التحكيم بالاتحاد الاسكتلندي لكرة القدم لفترة طويلة، حيث أشرف على المسؤولين فيها. يتم تقديم "جائزة جاك موات" كل عام للحكم الذي يتم اختياره لنهائي كأس اسكتلندا.

## الروابط الخارجية
- الملف الشخصي في الحكم العالمي
- الملف الشخصي في الاتحاد الأوروبي لكرة القدم
- الشخصية الدولية في كرة القدم العالمية

| سبقه نهائي كأس أوروبا 1959 Albert Dusch | European Cup / Champions League Final Referees نهائي كأس أوروبا 1960 Jack Mowat | تبعه نهائي كأس أوروبا 1961 غوتفريد دينست |